# Tracy Dawson

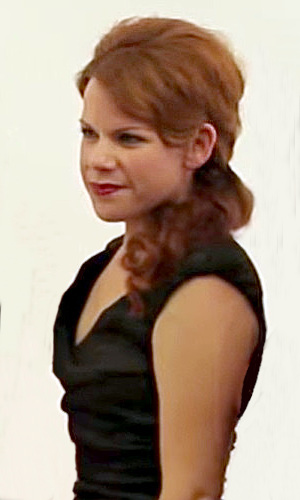
Tracy Dawson (2011)

Tracy Elizabeth Dawson (* 9. April 1973 in Ottawa, Ontario) ist eine kanadische Schauspielerin. Ihren ersten größeren Durchbruch feierte sie in der The Gavin Crawford Show in den Jahren 2000 bis 2003. Zu ihrem wirklichen internationalen Durchbruch kam sie erst zehn Jahre später mit der Rolle der Meghan Fitzpatrick in Call Me Fitz, womit sie zur Hauptbesetzung der Serie gehört. An der Serie arbeitete sie zum Teil auch als Story Editor.

## Leben und Karriere

### Theaterkarriere
Tracy Dawson wurde im Jahre 1973 in der kanadischen Hauptstadt Ottawa geboren, wo sie auch aufwuchs, allerdings noch in jungen Jahren nach Toronto kam. Dort besuchte sie unter anderem die Theatergruppe The Second City Toronto, deren Ausbildung sie 1998/99 erfolgreich abschloss. Bereits im Jahre 1998 wurde Dawson für einen Cream-of-Comedy-Award nominiert; weitere Nominiees waren Dawn Whitwell, Gord Disley, Gavin Stephens und Gavin Crawford, wobei Crawford, mit dem Dawson die Ausbildung in The Second City abschloss und in den Jahren danach eng zusammenarbeiten sollte, den mit 5.000 C $ dotierten Preis gewann. Im Jahre 1999 wurde Dawson mit dem Cast des Second-City-Stück Nude Beach Wear: 100% Off für einen Dora Award, benannt nach Dora Mavor Moore, einer Pionierin des kanadischen Theaters, in der Kategorie „Best New Play or Musical“ nominiert. Weitere Theaterauftritte folgten in den Jahren danach; Nominierungen und Auszeichnung blieben allerdings weitestgehend aus. Eine Nominierung erhielt sie noch im Jahre 2001 für einen Canadian Comedy Award, konnte den Preis allerdings nicht gewinnen. Parallel zu ihrer Theaterkarriere startete sich auch eine Karriere als Schauspielerin im Film- und Fernsehbereich. Nachdem sie sich ab 2005 weitgehend aus dem Film- und Fernsehgeschäft zurückgezogen hatte, war Dawson vor allem wieder im Theaterbereich aktiv und schrieb während dieser Zeit unter anderem auch ihr erstes eigenes Theaterstück mit dem Titel Them & Us. Das Stück hatte im Januar 2009 seine Weltpremiere in Torontos Theatre Passe Muraille; Tracy Dawson übernahm dabei auch eine Rolle. Im selben Jahr war Dawson auch in der Kanada-Veröffentlichung und Neufassung von Andrew Lloyd Webbers und Ben Eltons The Beautiful Game mit dem Titel The Boys in the Photograph in der Rolle der Christine zu sehen.

### Film- und Fernsehkarriere
Noch bevor sie als Second-City-Alumni hervorging, gab Dawson im Jahre 1996 im Drama Ein Leben in Schande – Die ganze Welt schaut auf Dich ihr Filmdebüt. Ein Jahr später kam sie zu einer Hauptrolle in der kanadischen Fernsehserie Go Girl!, gefolgt von einem Auftritt in einer Folge von Gänsehaut – Die Stunde der Geister im Jahre 1998. Ab dieser Zeit spielte sie auch kurzfristig in der Comedy-Serie SketchCom mit, wo sie verschiedene Charaktere mimte. In einer Episode der Serie war sie auch als Drehbuchschreiberin aktiv. In der Serie Zweimal im Leben war sie im Jahre 1999 in einer Episode neben Schauspielgrößen wie Al Waxman, Mariette Hartley, David Hewlett oder Diahann Carroll zu sehen. Einen Auftritt im elfminütigen Kurzfilm Amateur Night konnte sie in diesem Jahr ebenfalls aufweisen. Außerdem spielte sie im Jahre 2000 im Kinofilm Loser – Auch Verlierer haben Glück, in den Hauptrollen mit Jason Biggs und Mena Suvari, mit und feierte ihren ersten Durchbruch mit der mehrfach ausgezeichneten und nominierten kanadischen Sketch-Comedy-Serie The Gavin Crawford Show. Dort sah man sie fortan in allen 30 produzierten Episoden in der Rolle der Heather Scranton, ehe die Serie im Jahre 2003 auslief. Auch während der laufenden Serie wurde Tracy Dawson für mehrere andere Produktionen gebucht; so zum Beispiel für jeweils eine Folge in den Fernsehserien The Endless Grind (2001) und Doc (2002), in der Hauptrolle mit Billy Ray Cyrus. Zu den Filmauftritten während dieser Zeit gehörten eine Nebenrolle in der kanadischen Komödie Duct Tape Forever (2002), sowie Minirollen in Fancy Dancing (2002) und America’s Prince: The John F. Kennedy Jr. Story (2003).
Ende des Jahres 2003 wurde mit dem Film Honey (in der Hauptrolle mit Jessica Alba) ein weiterer Film mit Dawsons Beteiligung veröffentlicht. In der zweiten und damit letzten Staffel der Lifetime-Serie Wild Card war die engagierte Schauspielerin 2004/05 in vier Episoden im Einsatz. Als ihr im September 2005 die Green Card ausgestellt wurde und sie somit eine dauerhafte Aufenthalts- und Arbeitsbewilligung für die USA bekam, zog sie sich nach der Produktion des Weihnachtsfilms Recipe for a Perfect Christmas, der im Dezember desselben Jahres veröffentlicht wurde, weitgehend aus dem Film- und Fernsehgeschäft und konzentrierte sich vermehrt auf ihre Theaterarbeit. Erst 2010 kehrte Dawson wieder auf die Bildschirme zurück, wobei sie unter anderem im Kurzfilm Do I Come on Too Strong? neben Ennis Esmer oder Brandon McGibbon zu sehen war. In diesem Jahr schaffte sie es auch in den Hauptcast von Call Me Fitz, wo sie in die Rolle der Meghan Fitzpatrick, der zänkischen Schwester der Hauptfigur Richard „Fitz“ Fitzpatrick (gespielt von Jason Priestley), schlüpfte. Bis dato (Stand November 2013) war sie in allen Episoden der drei bisher ausgestrahlten Staffeln zu sehen und wird auch in der vor der Ausstrahlung stehenden vierten Staffel weiter im Hauptcast der Serie stehen. Bei der halbstündigen Sitcom ist Tracy Dawson auch als Drehbuchschreiberin, vor allem aber als Story Editor, tätig. Dieses Amt übte sie laut der IMDb in einer Vielzahl verschiedener Episoden aus, hatte dabei aber immer ein wechselndes Aufgabengebiet. Außerdem ging sie 2011 als eine der Drehbuchschreiber der kanadischen Sitcom Single White Spenny hervor.

## Filmografie
Filmauftritte (auch Kurzauftritte)
- 1996: Ein Leben in Schande – Die ganze Welt schaut auf Dich (Talk to Me)
- 1999: Amateur Night (Kurzfilm)
- 2000: Loser – Auch Verlierer haben Glück (Loser)
- 2001: On the Line
- 2002: Duct Tape Forever
- 2002: Fancy Dancing
- 2003: America’s Prince: The John F. Kennedy Jr. Story
- 2003: Honey
- 2005: Recipe for a Perfect Christmas
- 2010: Do I Come on Too Strong? (Kurzfilm)
- 2011: Chillerama
- 2012: Monster gegen Mädchen (Girl vs. Monster, Fernsehfilm)

Serienauftritte (auch Gast- und Kurzauftritte)
- 1997: Go Girl!
- 1998: Gänsehaut – Die Stunde der Geister (Goosebumps, 1 Episode)
- 1998–1999: SketchCom (2 Episoden)
- 1999: Zweimal im Leben (Twice in a Lifetime, 1 Episode)
- 2000–2003: The Gavin Crawford Show (30 Episoden)
- 2001: The Endless Grind (1 Episode)
- 2002: Doc (1 Episode)
- 2004–2005: Wild Card (4 Episoden)
- 2005: G-Spot (1 Episode)
- 2010–2013: Call Me Fitz (41 Episoden)

## Auszeichnungen und Nominierungen
Auszeichnungen
- 2011: Gemini Award in der Kategorie „Best Performance by a Lead Actress in a Continuing Role in a Comedy Series“ für ihr Engagement in Call Me Fitz

Nominierungen
- 1998: Cream-of-Comedy-Award
- 1999: Dora Award in der Kategorie „Best New Play or Musical“ mit dem Theaterstück Nude Beach Wear: 100% Off
- 2001: Canadian Comedy Award
- 2011: Gemini Award in der Kategorie „Best Ensemble Performance in a Comedy Program or Series“ für ihr Engagement in Call Me Fitz (zusammen mit Jason Priestley, Ernie Grunwald, Peter MacNeill, Kathleen Munroe, Donavon Stinson, Brooke Nevin, Huse Madhavji und Shaun Shetty)